# I misteri di Martha's Vineyard
I misteri di martha's vineyard (Martha's Vineyard Mysteries) è una serie televisiva statunitense, basata sulla serie di romanzi Martha's Vineyard Mystery di Philip R. Craig.

## Trama
Jeff Jackson è un ex detective di Boston andato in prepensionamento poiché ha una pallottola nella colonna vertebrale. Decide di far ritorno nella casa di suo padre, morto da poco, a Martha's Vineyard. Qui incontra la sua amica e fidanzata del liceo Zee Madieras, medico presso il locale ospedale e che in caso di bisogno diventa medico legale per effettuare le autopsie. Jeff viene spesso coinvolto nei casi dell'isola dal capo della polizia nonché padre di Zee. Nel frattempo, Jeff scopre nuovi dettagli su chi gli ha sparato alla colonna durante un'operazione di polizia in cui muore il suo collega e partner.

## Episodi
| nº | Titolo originale         | Titolo italiano          | Prima TV USA     | Prima TV Italia  |
| -- | ------------------------ | ------------------------ | ---------------- | ---------------- |
| 1  | A Beautiful Place to Die | Un bel posto dove morire | 12 gennaio 2020  | 15 agosto 2021   |
| 2  | Riddled with Deceit      | Gli smeraldi di Lakshmi  | 23 febbraio 2020 | 22 agosto 2021   |
| 3  | Ships in the Night       | Capolavoro mortale       | 17 gennaio 2021  | 29 agosto 2021   |
| 4  | Poisoned in Paradise     | Veleni in Paradiso       | 16 maggio 2021   | 5 settembre 2021 |